# Journal of Applied Polymer Science
The Journal of Applied Polymer Science es una revista científica revisada por pares que publica artículos de investigación en todas las áreas de la ciencia de los polímeros. Según el Journal Citation Reports, el factor de impacto de esta revista era 1.187 en 2008 y 1.203 en 2009.
Actualmente el equipo editorial está dirigido por Stefano Tonzani.
Los temas más frecuentes cubiertos por la revista incluyen los plásticos y sus compuestos, mezclas, elastómeros, películas y membranas, fibras, recubrimientos y adhesivos, estudio de emulsiones y látex, envejecimiento de los polímeros, relaciones del procesado con las propiedades estructurales, extrusión y moldeo, difusión y permeabilidad.